# ام‌اس اولیندر
ام‌اس اولیندر (به انگلیسی: MS Oleander) یک کشتی است که طول آن ۱۳۲٫۵ متر (۴۳۴ فوت ۹ اینچ) می‌باشد. این کشتی در سال ۱۹۷۹ ساخته شد.